# Neftyanikstadion
De BetBoom Arena, eerder bekend als het Neftyanikstadion, is een multifunctioneel stadion in Oefa, een stad in Rusland. 
Het stadion wordt vooral gebruikt voor voetbalwedstrijden, de voetbalclub FK Oefa maakt gebruik van dit stadion. In het stadion is plaats voor 15.132 toeschouwers. Het stadion werd geopend in 1967 en tussen 2012 en 2015 gerenoveerd.